# Печіночниця (рід грибів)
Печіночниця (лат. Fistulina) — рід базидіомікотових грибів родини печіночницеві (Fistulinaceae). Представники роду викликають буру гниль у дерев твердих порід.

## Види
- Fistulina africana
- Fistulina antarctica
- Fistulina brasiliensis
- Fistulina guzmanii
- Fistulina hepatica
- Fistulina pallida
- Fistulina spiculifera